# 青山忠成
青山忠成（日语：／ Aoyama Tadanari，1551年9月6日—1613年4月10日）是日本戰國時代至江戶時代初期的武將、大名。江戶幕府町奉行、老中。常陸國江戶崎藩初代藩主。青山家宗家初代。父親是青山忠門。
青山氏是三河國額田郡百百村（現今愛知縣岡崎市百百町）出身的國人。

## 生平
在天文20年8月6日（1551年9月6日）出生。父親忠門（青山忠世的兒子）仕於松平廣忠、德川家康。在年幼時期開始，就成為家康的近侍。元龜2年（1572年），因為忠門在與武田信玄的戰鬥中戰死，於是繼任家督。
受到家康深厚信任，天正13年（1585年），被任命為家康的三男秀忠的傅役。天正16年（1588年），跟隨秀忠上洛，因為豐臣秀吉的關係，敘任從五位下常陸介。天正18年（1590年），在家康移封至關東後，被任命為江戶町奉行，受賜予5千石（在文祿元年（1593年）加增2千石）領地。另外，得到以原宿村為中心，從赤坂的一部份至上澁谷村一帶廣闊的屋敷地（現今東京都青山的地名由來，就是屋敷地的一部份）。而在青山氏被改易時，屋敷地亦被沒收，廣大的土地就成為毛利氏的別邸等大名屋敷；後來以大名身份復歸時，重新持有廣大敷地。
慶長5年（1600年），在關原之戰中，雖然在秀忠的軍隊中從軍並遲到，不過在翌年（1601年），得到常陸國江戶崎1萬5千石所領。兼任江戶奉行、關東總奉行，在江戶開府後，與本多正信、內藤清成一同以老中身份，成為處理幕政的重臣。慶長11年（1606年），與內藤一同被命令一時蟄居，不過在不久後即被赦免。同年，加增1萬石，所領變成2萬5千石。
在慶長18年（1613年）死去。享年63歲。繼承人是次男忠俊。

## 登場作品
電視劇
- 『葵德川三代』（NHK大河劇，2000年，演員：齊藤真）

## 外部連結
- 武家家伝＿青山氏 （页面存档备份，存于）